# Фінал Кубка європейських чемпіонів 1968
Фінал Кубка європейських чемпіонів 1968 — фінальний матч розіграшу Кубка європейських чемпіонів сезону 1967—1968 років, у якому зустрілися англійський «Манчестер Юнайтед» та португальська «Бенфіка». Матч відбувся 29 травня 1968 року на стадіоні «Вемблі» у Лондоні. Перемогу з рахунком 4:1 у додатковий час здобув «Манчестер Юнайтед».

## Шлях до фіналу
| МЮ             | МЮ                   | МЮ       | МЮ       | Раунд        | Бенфіка    | Бенфіка              | Бенфіка  | Бенфіка  |
| -------------- | -------------------- | -------- | -------- | ------------ | ---------- | -------------------- | -------- | -------- |
| Суперник       | За сумою двох матчів | 1-й матч | 2-й матч |              | Суперник   | За сумою двох матчів | 1-й матч | 2-й матч |
| Гіберніанс     | 4–0                  | 4–0 (Д)  | 0–0 (Г)  | Перший раунд | Гленторан  | 1–1 (ч)              | 1–1 (Г)  | 0–0 (Д)  |
| Сараєво        | 2–1                  | 0–0 (Г)  | 2–1 (Д)  | Другий раунд | Сент-Етьєн | 2–1                  | 2–0 (Д)  | 0–1 (Г)  |
| Гурник (Забже) | 2–1                  | 2–0 (Д)  | 0–1 (Г)  | 1/4 фіналу   | Вашаш      | 3–0                  | 0–0 (Г)  | 3–0 (Д)  |
| Реал Мадрид    | 4–3                  | 1–0 (Д)  | 3–3 (Г)  | 1/2 фіналу   | Ювентус    | 3–0                  | 2–0 (Д)  | 1–0 (Г)  |

## Деталі матчу
| 29 травня 1968 |

| Манчестер Юнайтед                  | 4:1 дч | Бенфіка   |
| ---------------------------------- | ------ | --------- |
| Чарлтон 53', 99' Бест 93' Кідд 94' |        | Граса 75' |

| Вемблі, Лондон Глядачів: 92 225 Арбітр: Кончетто Ло Белло |

| МЮ | Бенфіка |

|                  |  |                       |  |
|                  |  |                       |  |
| В                |  | Алекс Степні          |  |
| З                |  | Шей Бреннан           |  |
| З                |  | Тоні Данн             |  |
| З                |  | Білл Фоулкс           |  |
| З                |  | Девід Седлер          |  |
| ПЗ               |  | Пет Креранд           |  |
| ПЗ               |  | Боббі Чарлтон (к)     |  |
| ПЗ               |  | Ноббі Стайлс          |  |
| Н                |  | Джордж Бест           |  |
| Н                |  | Браян Кідд            |  |
| Н                |  | Джон Астон (молодший) |  |
| Головний тренер: |  |                       |  |
| Метт Басбі       |  |                       |  |

|                  |  |                    |  |
| В                |  | Жозе Енріке        |  |
| З                |  | Адольфо Калісту    |  |
| З                |  | Умберту Фернандеш  |  |
| З                |  | Жасінту Сантуш     |  |
| З                |  | Фернанду Круш      |  |
| ПЗ               |  | Жаймі Граса        |  |
| ПЗ               |  | Жозе Аугушту       |  |
| ПЗ               |  | Маріу Колуна (к)   |  |
| Н                |  | Жозе Агушту Торріш |  |
| Н                |  | Еусебіу            |  |
| Н                |  | Антоніу Сімойнш    |  |
| Головний тренер: |  |                    |  |
| Отто Глорія      |  |                    |  |